# Königstraße (Duisburg)
Die Königstraße ist die größte Einkaufsstraße der Stadt Duisburg. Die Straße führt als Fußgängerzone über circa 600 Meter vom Duisburger Hauptbahnhof bis zum Kuhtor bzw. inklusive der Verlängerung Kuhstraße zum Burgplatz.

## Lage
Die nördliche Straßenseite befindet sich im Stadtteil Duisburg-Altstadt, die südliche Straßenseite im Stadtteil Dellviertel.
An der Nordseite befinden sich der Averdunkplatz mit dem Averdunk Centrum, der König-Heinrich-Platz mit dem CityPalais sowie dem Amts- und Landgericht Duisburg, daran schließt sich die „Bankenmeile“ an mit den Hauptgeschäftsstellen der Sparkasse Duisburg, der Commerzbank, der ehemaligen Dresdner Bank, der Deutschen Bank und der National-Bank.
An der Südseite befinden sich neben vielen Kleingeschäften das Forum Duisburg und die Königsgalerie Duisburg (im Bereich der Kuhstraße).
Unter anderem steht auf der Königstraße der „Lifesaver“ von Niki de Saint Phalle, eine von fünf Brunnenskulpturen verschiedener Künstler, der auch als eines der Duisburger Wahrzeichen gilt.

## Geschichte
Die heutige Straßenverbindung vom Duisburger Kuhtor Richtung Osten hieß bis Mitte des 19. Jahrhunderts in ihrem ersten Abschnitt bis zum damaligen Friedhof am heutigen König-Heinrich-Platz Schwedenallee. Nach dem Besuch des Königs von Preußen, Friedrich Wilhelm IV., im Jahre 1847 wurde sie in Königstraße umbenannt.
Die Straße zeichnete sich dadurch aus, dass sich zu beiden Seiten repräsentative Villen reihten. 1905 erhielt die Königstraße ein Bismarck-Denkmal, das im Zweiten Weltkrieg eingeschmolzen wurde. 1909 legte man den König-Heinrich-Platz an.
Erst nach dem Zweiten Weltkrieg entwickelte sie sich zur Hauptgeschäftsstraße, nachdem die Duisburger Altstadt und der Burgplatz ihre Bedeutung als Hauptgeschäftsviertel verloren.
Bis zum Baubeginn der Stadtbahn 1978 war die Königstraße eine vierspurige Allee mit Straßenbahn und die Hauptverkehrsachse der Duisburger Innenstadt.

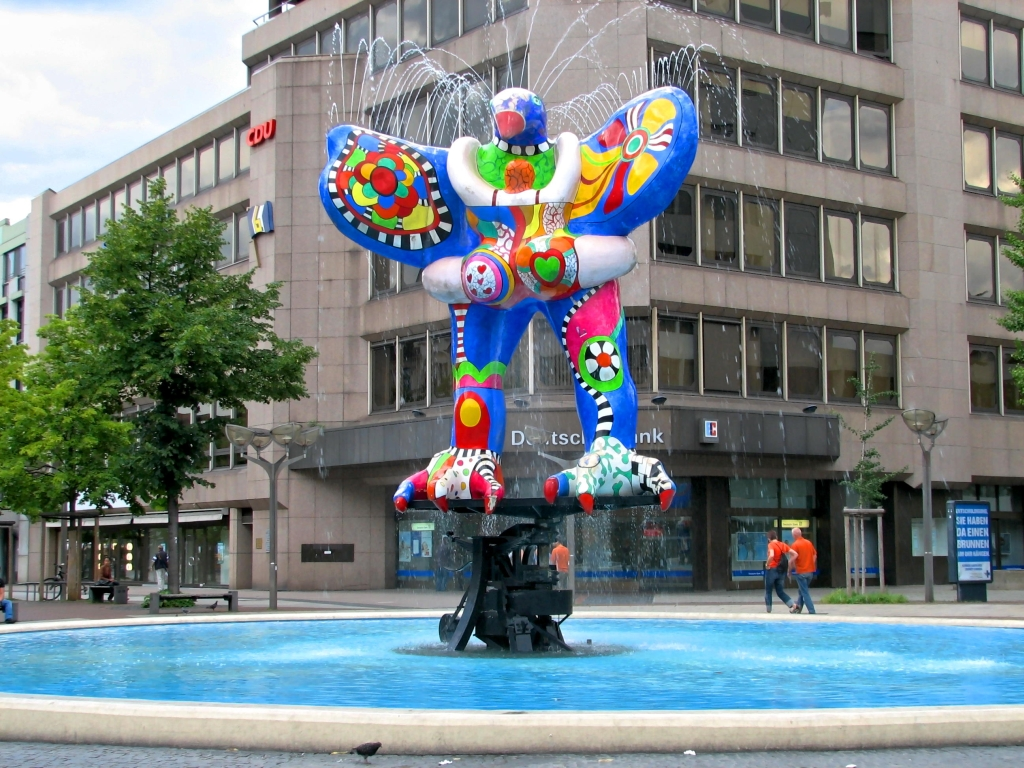
Lifesaver-Brunnen
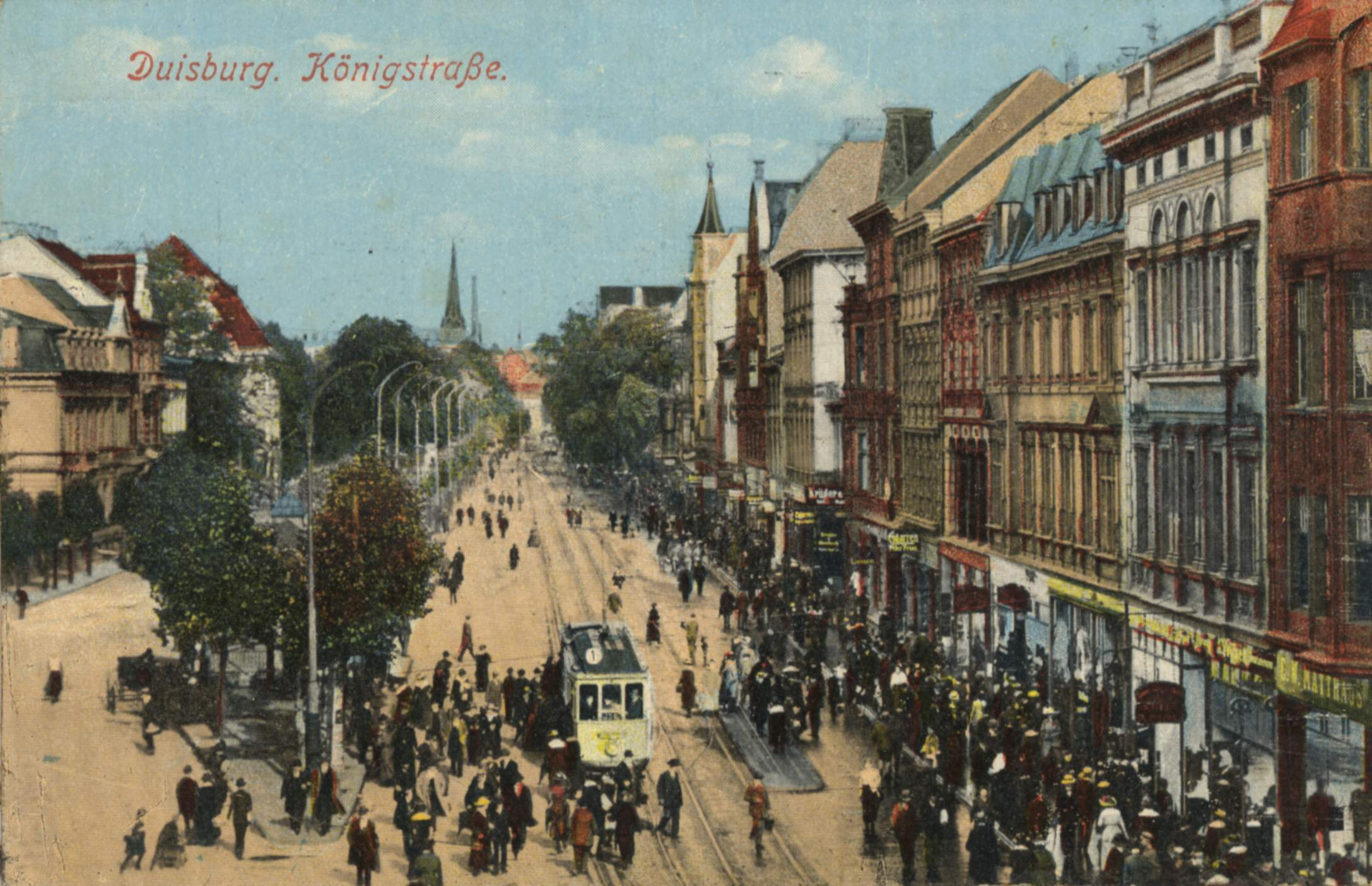
Königstraße um 1900